# El Tarf
El Tarf   este un oraș  în estul Algeriei, aproape de granița cu Tunisia. Este reședința  provinciei  El Tarf.